# تامز پلیس (کالیفرنیا)
تامز پلیس (به انگلیسی: Toms Place) یک منطقهٔ مسکونی در ایالات متحده آمریکا است که در شهرستان مونو، کالیفرنیا واقع شده‌است. تامز پلیس ۲٬۱۶۱ متر بالاتر از سطح دریا واقع شده‌است.